# 池田克也
池田 克也（克哉（戸籍名）、いけだ かつや、1937年3月9日 - ）は、日本の政治家。元公明党衆議院議員（4期）。

## 経歴
東京都豊島区出身。1964年早稲田大学第二政経学部卒。同年潮出版社に入り、月刊誌「潮」編集長を務めた。1972年の第33回衆議院議員総選挙で落選した多田時子に代わり、1976年の第34回衆議院議員総選挙において東京3区に公明党から擁立され、当選した。1979年の第35回衆議院議員総選挙ではトップ当選したが、1980年の第36回衆議院議員総選挙で落選した。1983年の第37回衆議院議員総選挙で返り咲き、1986年の第38回衆議院議員総選挙で4度目の当選を果たした。公明党内では中央委員、副書記長、国会対策副委員長などを務めた。1989年5月、リクルート事件で受託収賄容疑で起訴され、同年6月2日に議員辞職、同時に離党した。公明党は1990年の第39回衆議院議員総選挙で東京3区に井上義久を擁立し議席を守った。1994年、池田に対し懲役3年、執行猶予4年の有罪が確定した。
このほか日本雑誌協会編集委員、著作権小委員会委員に就任した。